# Hans-Georg Paffrath
Hans-Georg Paffrath (* 12. April 1922 in Düsseldorf; † 18. September 2013 ebenda) war ein deutscher Kunsthändler und Galerist.

## Leben
Hans-Georg Paffrath war Sohn des Düsseldorfer Galeristen Hans Paffrath (1877–1958) und dessen Ehefrau Eleonore, geborene Theegarten (1896–1926). Er wuchs in Düsseldorf auf, wo der Großvater Georg Paffrath (1847–1925) 1914 die 1878 übernommene Kunsthandlung als Galerie Paffrath an der Königsallee 46 eröffnet hatte. Die Familie wohnte in den Obergeschossen des vom Architekten Hermann vom Endt entworfenen Gebäudes. 1948 trat Hans-Georg Paffrath in den väterlichen Kunsthandel ein. Er baute ihn wieder auf und überführte das Geschäft in eine offene Handelsgesellschaft. 1952 gehörte er zu den Gründern des Rheinischen Kunsthändler-Verbands, der ihm später die Ehrenmitgliedschaft verlieh. 1970 zählte er zu den Initiatoren der Westdeutschen Kunstmesse, die erstmals am Düsseldorfer Ehrenhof veranstaltet wurde und danach jährlich abwechselnd in Köln und Düsseldorf stattfand.
Während der Reiterspiele der Olympischen Sommerspiele 1956 hielt Paffrath um die Hand von Helena Baronesse Åkerhielm (1938–2017) an, der schwedischen Juniorenmeisterin im Dressurreiten, die er 1955 in einem Düsseldorfer Reitstall kennengelernt hatte. Die beiden wurden ein Paar und bekamen zwei Söhne und drei Töchter.
1958 übernahm er die Galerie von seinem verstorbenen Vater. In dieser Stellung setzte er sich dafür ein, die Werke der Düsseldorfer Malerschule, die damals von der modernen Malerei überschattet waren, zu vertreten. 1971 erwarb er ein Porträt Oswald Achenbachs, das dieser 1843 von dessen Bruder Andreas gemalt hatte. 1976 gelang es ihm, bedeutende Gemälde dieser Malerschule, die Arbeiter vor dem Magistrat von Johann Peter Hasenclever und Die schlesischen Weber von Carl Wilhelm Hübner, in den Vereinigten Staaten zu erwerben. Ende der 1970er Jahre unterstützte er den Kunsthistoriker Wend von Kalnein als Leihgeber und Berater bei den Vorbereitungen zur Ausstellung Die Düsseldorfer Malerschule, die 1979 in Düsseldorf und Darmstadt stattfand. 1987 übergab er die Leitung der Galerie an seinen ältesten Sohn, Hans Paffrath.
Hans-Georg Paffrath verstarb 2013 im Alter von 91 Jahren und wurde im Familiengrab auf dem Düsseldorfer Nordfriedhof bestattet.

## Ehrungen
1977 wurde Paffrath zum königlich-schwedischen Honorarkonsul ernannt, 1983 zum Honorargeneralkonsul. Für seine Leistungen verlieh ihm das schwedische Außenministerium die Verdienstmedaille. Außerdem erhielt er von König Carl XVI. Gustaf das Komturkreuz des Nordstern-Ordens. Am 19. Mai 1994 verlieh ihm Ministerpräsident Johannes Rau den Verdienstorden des Landes Nordrhein-Westfalen.